# Z25 (駆逐艦)
Z25はドイツ海軍の1936A型駆逐艦。

## 艦歴

### ドイツ海軍
Deschimag社のブレーメン造船所で建造され、1940年11月30日に竣工。
1942年2月11日、ツェルベルス作戦に参加した。
1942年3月29日にはZ24、Z26と共にイギリス駆逐艦エクリプス（HMS Eclipse H08）を大破させたが、この戦闘でZ26が撃沈された。
5月1日、Z24と共にイギリスの軽巡洋艦エディンバラを雷撃・大破させ、フォレスター (HMS Forester, H74)とフォアサイト (HMS Foresight, H68)に対し砲撃を行い損傷を与えた。
1944年3月12日、Z28、Z29と共にフィンランド湾のソビエト連邦軍施設に対し艦砲射撃を行う。
1945年5月8日にはヘラ軍港に入港し、人員の輸送任務に従事した。

### フランス海軍
第二次世界大戦後はフランスが戦利艦として取得し、オシュ（Hoche）と命名された。再就役後に改装を受けており、兵装や上部構造物は新造時から大きく変更されている。1956年まで在籍し、1958年に解体。

#### 改装後の要目（1953年時点）[1]
- 基準排水量：2,600トン
- 全長：127メートル
- 主機：蒸気タービン2基、2軸（70,000馬力）
- 速力：37.8ノット
- 兵装：15センチ単装砲×2、40ミリ連装機関砲×4、55センチ3連装魚雷発射管×2、ヘッジホッグ×1、爆雷投射機×2、爆雷投下軌条×2、機雷30-40発。
- レーダー：DRBV-20（対空用）